# Chirocephalus marchesonii
Espèce
Chirocephalus marchesonii, communément appelé le Chirocéphale de Marchesoni, est une espèce de crustacés branchiopodes de la famille des Chirocephalidae, endémique du lac de Pilate (Marches, en Italie).

## Histoire
Chirocephalus marchesonii a été observé pour la première fois en 1954 par le botaniste Vittorio Marchesoni (d) (1912-1963), directeur de l'Institut de Botanique de l'Université de Camerino, pendant l'une de ses excursions dans les monts Sibyllins.
De nouveaux échantillons furent étudiés en 1957 par Sandro Ruffo (d) et Giannella Vesentini (d), qui établirent qu'il s'agissait d'une nouvelle espèce de crustacés. Elle fut appelée Chirocephalus marchesonii en hommage au premier découvreur Vittorio Marchesoni.

## Caractéristiques
L'une des caractéristiques principales des anostracés est leur adaptabilité aux environnements soumis à de forts stress saisonniers. L'environnement est souvent constitué de poches d'eau et de petits bassins aquatiques caractérisés par une absence temporaire d'eau et passant par des phases extrêmes (assèchement/congélation) et (ou) par des fluctuations du niveau d'eau et par conséquent par de fortes variations des paramètres physico-chimiques.
Afin de faire face à de telles difficultés, Chirocephalus marchesonii produit une forme de résistance appelée cyste, à l'intérieur de laquelle l'embryon, dont le développement est stoppé au stade de gastrulation, est isolé par une paroi protectrice en attendant de meilleures conditions lui permettant de poursuivre son développement.

## Description

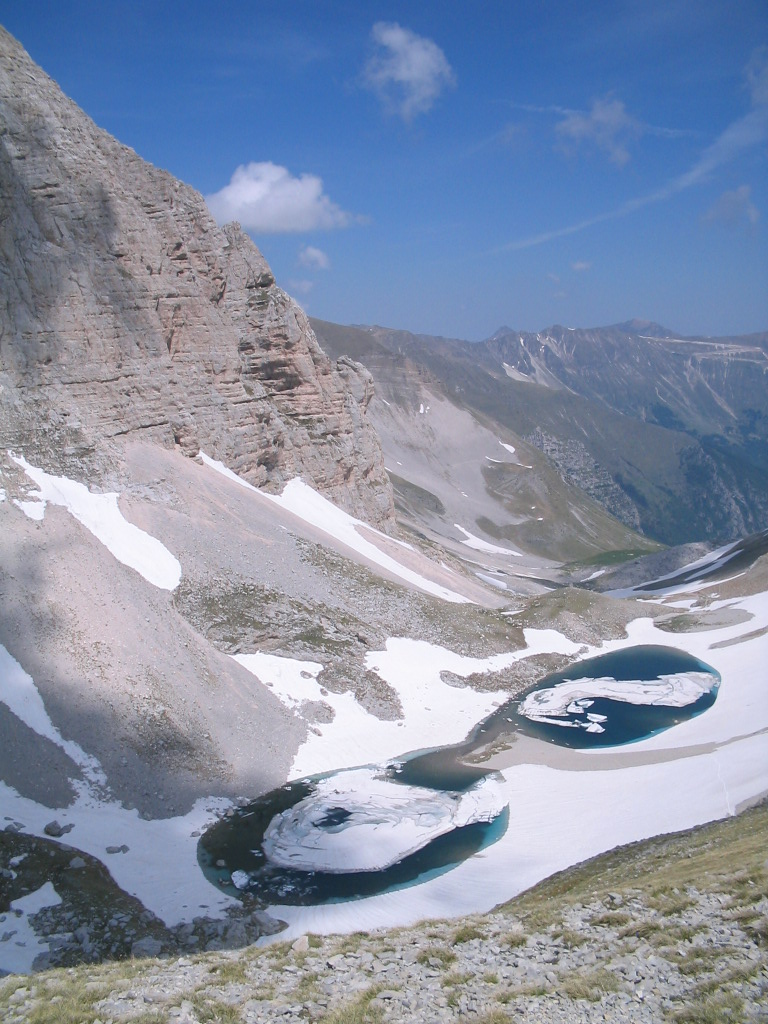
Lac de Pilate en hiver.

Chirocephalus marchesonii se distingue facilement des autres branchiopodes grâce à son corps allongé, approximativement cylindrique, ainsi que par l'absence de carapace. Le corps, qui présente une métamérie bien évidente, est divisé en trois sections, tête, thorax équipé de onze paires d'appendices/nageoires ayant aussi une fonction respiratoire, et l'abdomen qui dans sa partie initiale comporte les organes de reproduction : un sac à œufs chez la femelle et un couple de pénis de longueur égale chez le mâle.
Ces crustacés, qui ont pour particularité de nager sur le dos, relèvent du zooplancton. Ils se déplacent à l'aide des battements des appendices thoraciques. Leur position de nage semble dériver d'un phototropisme positif.
L'espèce présente une coloration rouge corail. Sa taille varie de 9 à 12 mm quel que soit le sexe.
Les œufs produits sont de forme sphérique et s'avèrent être les plus grands, avec un diamètre moyen extérieur de 0,43 mm, comparativement à ceux des autres espèces similaires présentes en Italie (C. kerkyrensis, C. salinus, C. sibyllae, C. diaphanus et C. ruffoi).
Chirocephalus marchesonii possède un développement anamorphe où l'embryon éclos comme larve nauplius et la forme adulte est atteinte après une série de modifications graduelles de la morphologie corporelle, au fur et à mesure que s'ajoutent les nouveaux segments et appendices. Son cycle biologique est synchronisé et strictement dépendant du cycle hydrologique annuel du lac de Pilate et se répète avec régularité dans un laps de temps compris entre début juin et fin septembre.

## Conservation
Les cystes sont déposées saison après saison et n'éclosent pas toutes, une partie reste dans le sédiment constituant de fait une réserve et une garantie supplémentaire pour la survie de l'espèce. La protection du biotope est primordiale car la vie de l'espèce sous sa forme adulte n'est que de quelques mois tandis que les cystes produites restent vitales pendant plusieurs années si des facteurs anthropiques ne viennent pas perturber les sédiments où elles se sont déposées.
Le risque le plus important est lié surtout aux changements climatiques en cours. L'écosystème d'altitude tel que celui du Lac de Pilate est caractérisé par des conditions climatiques particulières qui le rendent particulièrement vulnérable aux hautes températures.
Le lac de Pilate est considéré comme une zone relique qui par ses conditions climatiques et orographique constitue un habitat refuge qui continue de garantir les conditions nécessaires à la survie de toutes les espèces qui le peuplent, dont Chirocephalus marchesonii, espèce sténotherme de basse température.
Si les prévisions de l'Intergovernmental Panel on Climate Change se confirment, l'espèce pourrait disparaître d'ici à quelques décennies.

## Publication originale
- (it) Sandro Ruffo et Giannella Vesentini, « Una nuova specie di Fillopode Anostraco dei Monti Sibillini », Memorie del Museo Civico di Storia Naturale di Verona, vol. 6,‎ 1957, p. 1-8 (ISSN 0392-0097).